# St. Marien (Dehlitz/Saale)

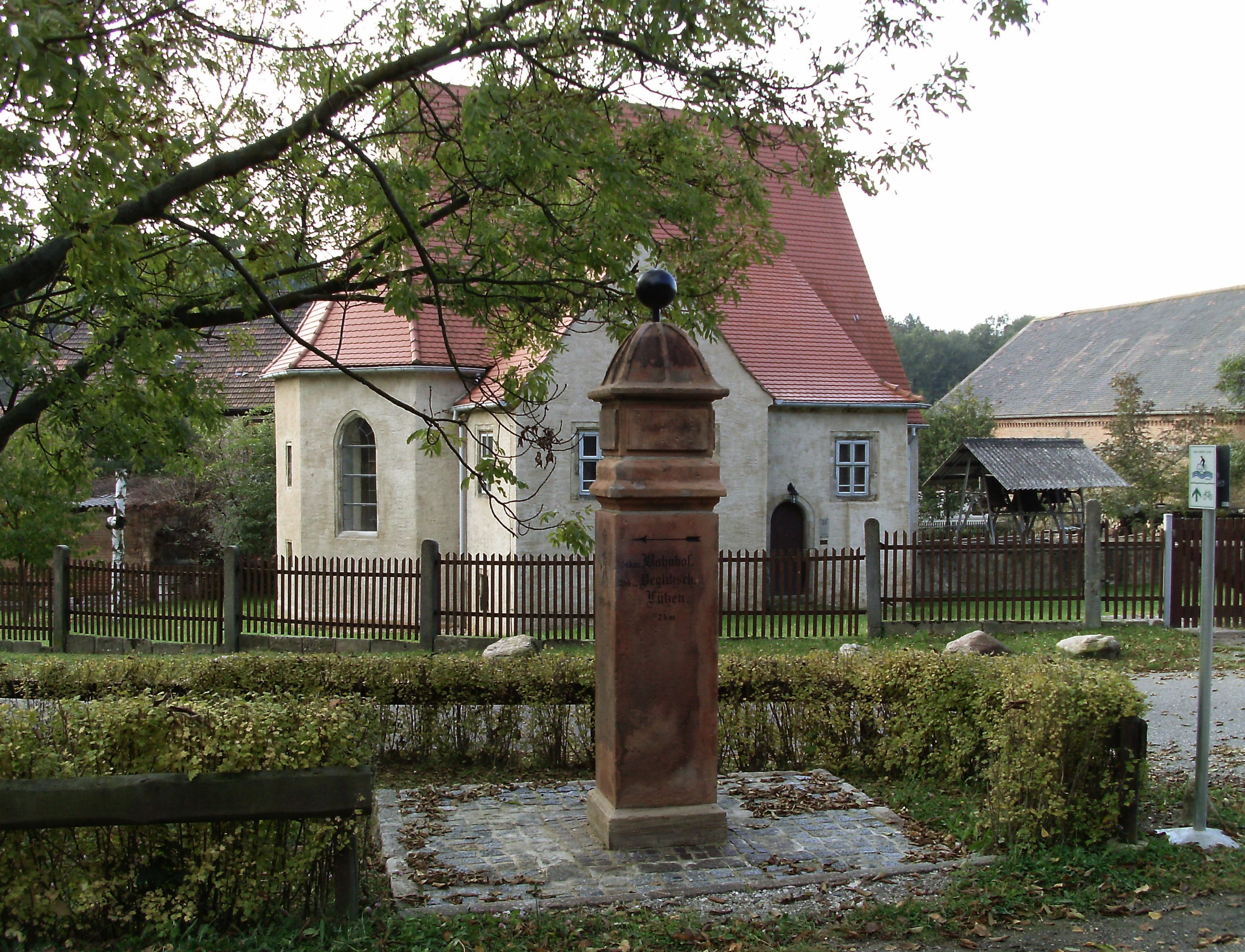
St. Marien (Dehlitz)

Die evangelische Kirche St. Marien ist eine im Kern spätgotische, mehrfach umgebaute Saalkirche im Ortsteil Dehlitz von Lützen im Burgenlandkreis in Sachsen-Anhalt. Sie gehört zur Kirchengemeinde Dehlitz-Lösau im Kirchenkreis Merseburg der Evangelischen Kirche in Mitteldeutschland.

## Geschichte und Architektur
Nur die mit fünf Seiten eines Achtecks geschlossene Chorpartie aus der Zeit im 1500 mit südöstlicher Erweiterung vom Ende des 16. Jahrhunderts und der nördliche Anbau der Herrschaftsempore aus der zweiten Hälfte des 17. Jahrhunderts sind von der Kirche erhalten. Das Langhaus und der später (nach einer Inschrift 1596) hinzugefügte Westbau wurden im Jahr 1973 abgebrochen; davon sind nur die Außenmauern bis zur Höhe von einem Meter erhalten. Dabei wurde auch die barocke Orgel zerstört. Nach Gründung eines Fördervereins konnte eine denkmalgerechte Restaurierung ab 2005 vorgenommen werden. Der Förderverein betreut die Kirche weiterhin.
Ungeachtet des bescheidenen Äußeren hat das Innere eine großartige Wirkung bewahrt. Im flachgedeckten Raum ist eine unregelmäßige Zweischiffigkeit durch eine Pfeilerstellung im Bereich des Triumphbogens erkennbar; der Pfeiler und die entsprechende Vorlage an der Südwand sind reich profiliert; an der Basis der Vorlage sind kleine Voluten vom Ende des 16. Jahrhunderts zu sehen.

## Ausstattung
Das Hauptstück der Ausstattung ist ein großer barocker Säulenaltar, dessen Altargemälde von Giovanni Antonio Guardi im Jahr 1738 nicht ursprünglich für diese Stelle geschaffen wurde und ausgelagert ist. Seitlich sind Figuren von Moses und Johannes des Täufers zu sehen, unter dem Altarbild ist eine Kartusche mit einem Abendmahlsrelief angeordnet.
An dem Pfeiler ist eine prächtige Sandsteinkanzel vom Anfang des 17. Jahrhunderts angebracht, die durch Volutenkonsolen gegliedert und unterhalb der Hermenpilaster à jour gearbeitet ist. Sie zeigt Kartuschen an den Brüstungen und ist durch Rankenfriese gegliedert, der polygonale Kanzelkorb wird von einem Engel getragen. Die Brüstungsreliefs zeigen Darstellungen von Christus und den vier Evangelisten, am Kanzelaufgang und -korb sind der Schmerzensmann und Engel mit den Leidenswerkzeugen zu sehen. Zahlreiche Vollplastiken zeigen an den Portalpfeilern Fides und Caritas, die nicht mehr vollständig erhalten sind.
Auf der Nordseite ist ein Herrschaftsstand des Manierismus aus der zweiten Hälfte des 17. Jahrhunderts angeordnet, der in der architektonischen Gliederung der Kanzel nachempfunden ist.
Ein qualitätvolles Epitaph aus Alabaster und schwarzem Marmor erinnert an Johannes von Wolfersdorf aus dem Jahr 1613; der Aufbau ist in der Art eines Triptychons mit Predella und Aufsatz gestaltet. Davor sind die knienden Stifter vollplastisch dargestellt; die Silhouette ist durch Rollwerksornamentik, Wappenkartuschen, Reliefs und Skulpturen bewegt gestaltet.